# 新戊胺
新戊胺（又称特戊胺）是一种有机化合物，分子式为(CH3)3CCH2NH2，是新戊烷的胺衍生物。其性状为无色液体。和其他烷基胺类似，新戊胺在空气中缓慢降解。

## 合成
新戊胺可由新戊醇和氨反应生成。

## 用途
新戊胺是一种常见的有机合成材料，如应用于一些实验药物。